# 2,3,4,5,6,7,8-七羥基辛醛
2,3,4,5,6,7,8-七羥基辛醛（IUPAC名：2,3,4,5,6,7,8-heptahydroxyoctanal）是一類辛醛糖。可在庫爾勒香梨等植物中發現。共有64種鏡像異構物，例如:D-赤蘚-L-半乳辛糖、D-赤蘚-L-甘露辛糖、D-蘇-L-半乳辛糖和D-蘇-L-塔羅辛糖等。